# Селангор (річка)
Селанго́р — найбільша річка штату Селангор, Малайзія. Вона тече з району міста Куала-Кубу-Бару і впадає в Малакську протоку біля міста Куала-Селангор, що лежить на її східному березі.

## Географія
Басейн Селангору складають 25 приток різного розміру. Відносно великими притоками є ліві Гунтанг (малай. Sungai Guntang), Батанг-Калі (малай. Sungai Batang Kali), Ренінг (малай. Sungai Rening) та права Тінггі (малай. Sungai Tinggi).
Річка бере початок з Селангорського водосховища, поблизу міста Куала-Кубу-Бару.

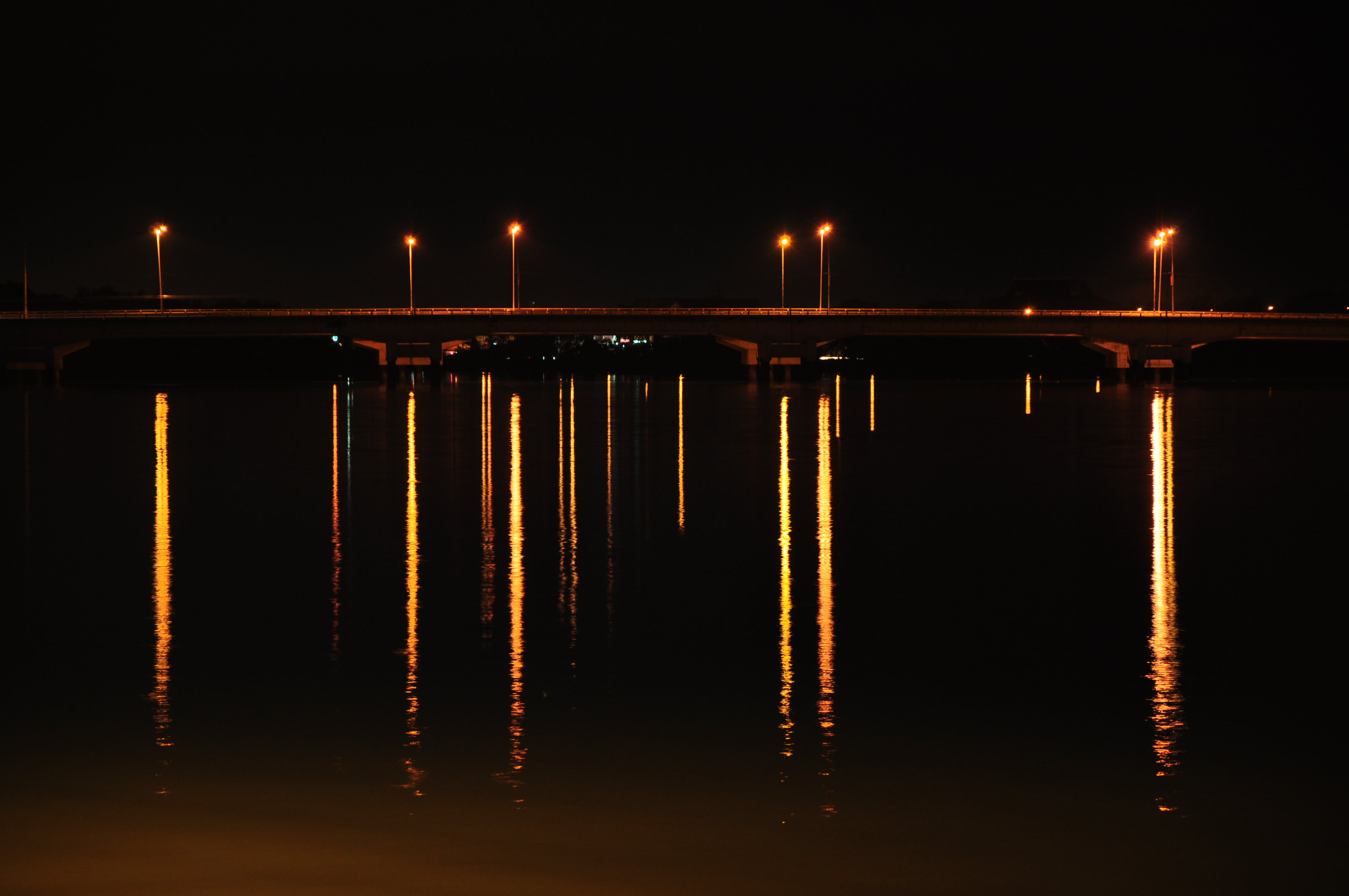
Міст через Селангор вночі

Гирло Селангору знаходиться в межах міста Куала-Селангор. Перед устям річка розливається, досягаючи в ширину 200 метрів. У місті через річку побудований міст.

## Забруднення
Селангор є однією з найбрудніших річок Малайзії станом на 2010-ті роки. Основними забруднювачами є птахоферми, які розташовані вздовж річки та її приток та здійснюють несанкціоновані скиди відходів у воду. Також у 2013 році підприємство в містечку Раванг здійснило вилив нафтопродуктів, чим поставило під загрозу 1 мільйон людей, які споживають воду з басейну Селангору.
На різних ділянках річки спостерігається забруднення мікроорганізмами та неорганічними часточками. Поблизу гирла виявлено високі концентрації анінонних та катіонних сурфактантів, рівень яких підвищується в сезон дощів. Спостерігається також підвищення концентрації різних металів. Науковці запропонували рибу Hemibagrus  як індикаторний вид забруднення металами.